# الإطاحة بمملكة هاواي
بدأت الإطاحة بمملكة هاواي في 17 يناير 1893، مع انقلاب ضد الملكة ليلي أوكالاني على جزيرة أواهو من قبل رعايا من مملكة هاواي، ومواطنين من الولايات المتحدة، والمقيمين الأجانب المقيمين في هونولولو. غالبية المتمردين كانوا أجانب. لقد أجبروا الوزير الأمريكي جون إل ستيفنز على استدعاء مشاة البحرية الأمريكية لحماية مصالح الولايات المتحدة، وهو العمل الذي عزز التمرد بشكل فعال. أسس الثوريون جمهورية هاواي، ولكن هدفهم النهائي كان ضم الجزر إلى الولايات المتحدة، الذي حدث في عام 1898.
وينص قرار الاعتذار لعام 1993 على أن «الإطاحة بمملكة هاواي حدثت بمشاركة نشطة من وكلاء ومواطني الولايات المتحدة و [...] شعب هاواي الأصلي لم يتنازل أبدا للولايات المتحدة مباشرة عن مطالباته بسيادته المتأصلة كشعب على أراضيه الوطنية ، سواء من خلال مملكة هاواي أو من خلال إستبيان أو استفتاء». وتؤدي المناقشات المتعلقة بهذا الحدث دورا هاما في حركة هاواي السيادية.